# Ліптовська Штявниця
Ліптовська Штявніца (словац. Liptovská Štiavnica) — село, громада округу Ружомберок, Жилінський край. Кадастрова площа громади — 32.37 км².
Населення 1300 осіб (станом на 31 грудня 2018 року).

## Географія
Протікає річка Штявнічанка.

## Історія
Ліптовська Штявніца згадується 1288 року.

## Населення
| Рік:            | 1994. | 2004.    | 2014.    | 2024.    |
| --------------- | ----- | -------- | -------- | -------- |
| Кількість осіб: | 795   | 901      | 1122     | 1439     |
| Різниця:        |       | +13,33 % | +24,52 % | +28,25 % |

| Рік:            | 2023. | 2024.   |
| --------------- | ----- | ------- |
| Кількість осіб: | 1414  | 1439    |
| Різниця:        |       | +1,76 % |